# Assimi Goïta
Assimi Goïta (* 9. listopadu 1983 Bamako) je malijský vojenský důstojník, od května 2021 prozatímní prezident Mali. Goïta byl předsedou Národního výboru pro spásu lidu, vojenské organizace, která v roce 2020 při státním převratu svrhla bývalého prezidenta Ibrahima Boubacara Keïtu. Po státním převratu v roce 2021 převzal moc od Baha Ndawa a byl prohlášen za prozatímního prezidenta Mali.

## Mládí
Goïta se narodil v roce 1983 jako syn důstojníka malijských ozbrojených sil. Prošel několika vojenskými akademiemi v Mali. Je ženatý s Lalou Diallo, příslušnicí etnika Fulbů.

## Vojenská kariéra
Goïta sloužil ve speciální jednotce malijských ozbrojených sil. V roce 2018 se v Burkině Faso setkal s Mamadym Doumbouyou z Guineje během školení pořádaného americkou armádou, které bylo vyhrazeno velitelům speciálních jednotek v regionu. Goïta i Doumbouya později zahájili vojenské převraty proti vládám svých rodných zemí.
Absolvoval výcvik ve Spojených státech, Francii a Německu a měl zkušenosti se spoluprací se speciálními jednotkami Armády USA.

## Politická kariéra

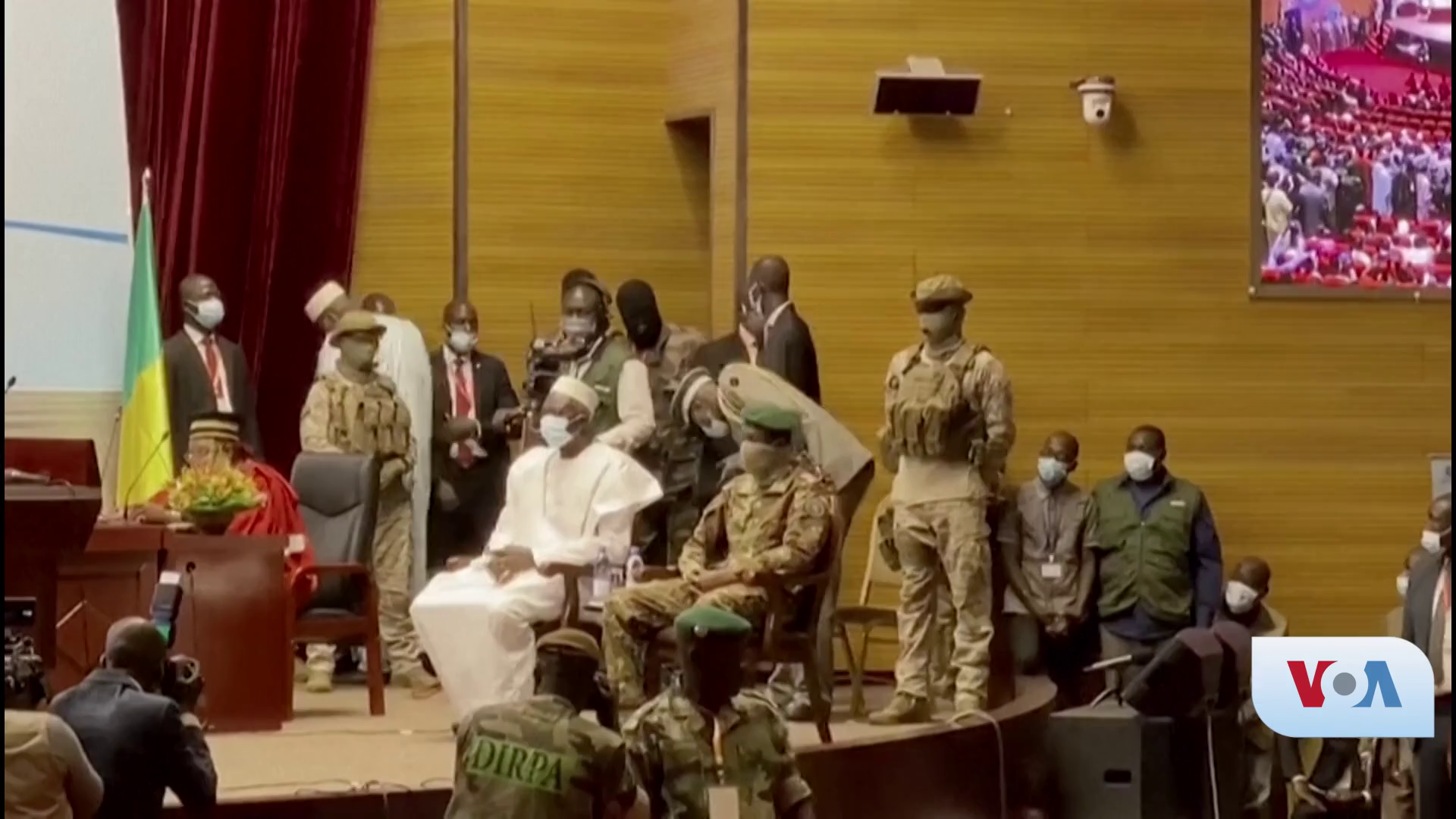
Assimi Goïta při inauguraci (2020)

### Předseda Národního výboru pro spásu lidu
Goïta byl předsedou Národního výboru pro spásu lidu, povstalecké skupiny, která v roce 2020 provedla státní převrat a svrhla prezidenta Ibrahima Boubacara Keïtu. Skupina se zavázala iniciovat nové volby, které by Keïtu nahradily. Hospodářské společenství západoafrických států (ECOWAS) vyvíjelo na juntu tlak, aby zemi vedl civilista. Jeho nástupcem se stal Bah Ndaw.

### Viceprezident
Dne 21. září 2020 byl Goïta skupinou 17 voličů jmenován viceprezidentem a Bah Ndaw prezidentem. Funkci měl zastávat 18 měsíců, tedy do nových voleb. Přísahu složil 25. září. Dne 1. října byl zveřejněn dopis, ve kterém bylo v reakci na žádost ECOWAS upřesněno, že viceprezident nebude moci nahradit prezidenta.

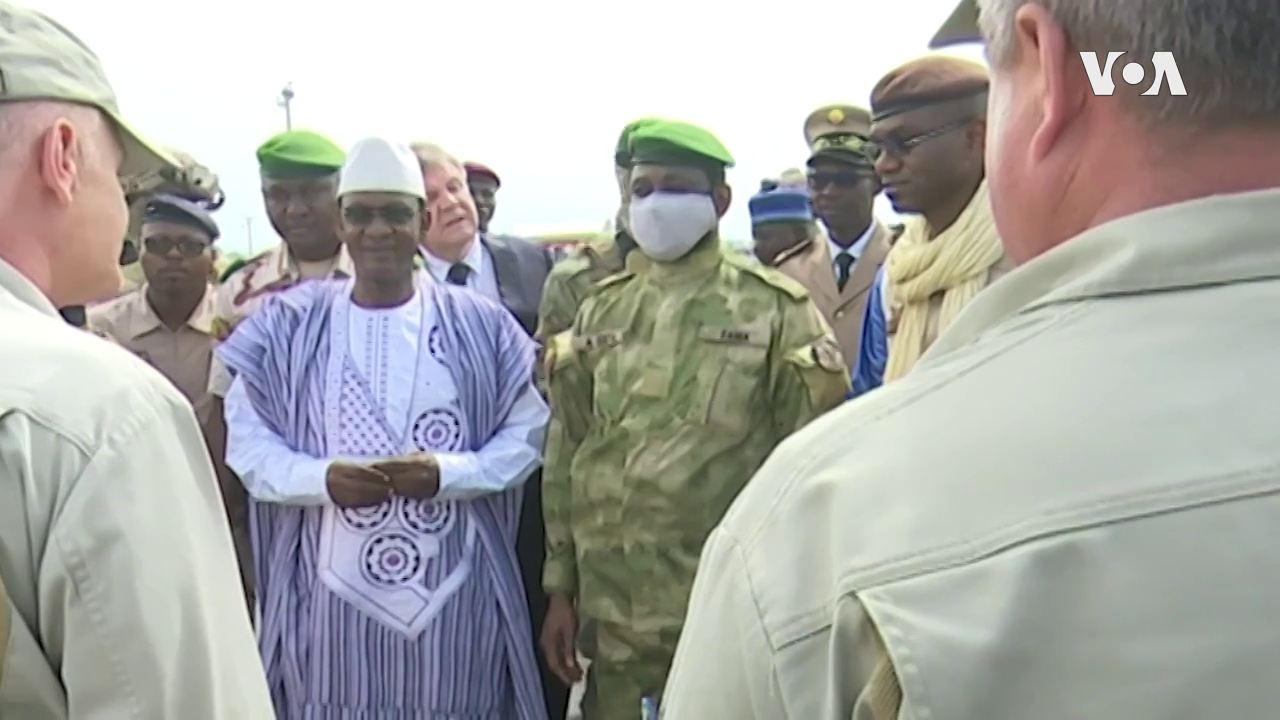
Goïta s předsedou vlády Choguelem Kakallou Maïgou (srpen 2022)

### Prozatímní prezident
Dne 24. května 2021 se Goïta podílel na státním převratu, po němž se chopil moci. Prezident Ndaw a předseda vlády Moctar Ouane byli zadrženi. Goïta prohlásil, že se Ndaw pokouší „sabotovat“ přechod k demokracii, a zavázal se k volbám v roce 2022. Podnětem k převratu bylo Goïtovo tvrzení, že s ním Ndaw nekonzultoval obměnu vlády. Jedním z motivů převratu bylo také odvolání plukovníka Sadia Camary z funkce ministra obrany. Po opětovném převzetí moci Goïta Camaru opět jmenoval ministrem obrany.
Dne 28. května 2021 jej ústavní soud prohlásil za prozatímního prezidenta Mali. Téhož dne prohlásil, že jmenuje předsedu vlády z koalice M5-RFP.
ECOWAS převrat odsoudilo a rozhodlo se uzavřít hranice svých členských států s Mali a uvalit na Mali embargo. Goïta se ke krokům ECOWAS vyjádřil následovně: „I když litujeme nelegitimní, nezákonné a nehumánní povahy některých rozhodnutí, Mali zůstává otevřené dialogu s Hospodářským společenstvím západoafrických států s cílem najít konsenzus“.
V lednu 2023 omilostnil 49 vojáků z Pobřeží slonoviny, kteří byli odsouzeni za „útok a komplot proti vládě“ a ohrožení bezpečnosti státu.
Dne 23. června 2023 se konalo ústavní referendum, v němž 97 % hlasujících Malijců schválilo novou ústavu. Účinnosti nabyla 23. července.
V červenci 2023 se Goïta zúčastnil summitu Rusko–Afrika v Petrohradě, kde se setkal s ruským prezidentem Vladimirem Putinem. Mimo jiné hovořili o vztazích a spolupráci mezi jednotlivými národy.

### Pokus o vraždu
Dne 20. července 2021 byl Goïta napaden nožem, když se modlil ve Velké mešitě v Bamaku během oslav svátku Íd al-Adhá. Útočník byl poté, co se mu nepodařilo prezidenta bodnout, okamžitě zatčen. Celkově byli bezpečnostní složkou zatčeni dva muži. Jedním z mužů byl voják speciální jednotky, o němž se mylně myslelo, že je útočníkovým komplicem. Útočník, identifikovaný jako učitel, zemřel ve vazbě pět dní po útoku. Příčina smrti není známa.